# Gagea gracillima
Gagea gracillima är en liljeväxtart som beskrevs av Renato Pampanini. Gagea gracillima ingår i Vårlökssläktet och i familjen liljeväxter. Inga underarter finns listade.